# Harmogenanina subdetecta
Harmogenanina subdetecta је пуж из реда Stylommatophora.

## Угроженост
Ова врста је изумрла, што значи да нису познати живи примерци.

## Распрострањење
Ареал врсте је ограничен на острво Реинион.